# Linha dos quatro pontos
Linha dos 4 pontos é uma linha na quadra de basquete designada para um arremesso de quatro pontos; a área designada fica tipicamente mais distante da cesta do que a linha de 3 pontos.
Essa linha foi introduzida na quadra pelos Harlem Globetrotters, sendo, portanto, uma linha usada somente em partidas de exibição. A liga de basquete BIG3 é a única liga profissional atual que usa a linha de quatro pontos.
Desde meados da década de 2010, a NBA cogita a inclusão na regra da Linha dos 4 pontos.